# Botbyåsen
Botbyåsen (fi. Vartioharju) är en stadsdel i Botby distrikt i Helsingfors stad. 
I Botbyåsen uppstod en arbetarbosättning på 1930-talet och området består fortfarande till en del av småhus. Österleden går genom Botbyåsen som ligger mellan Ring I och Ring III. Med bil tar det 15-20 minuter in till Helsingfors centrum och med metro från Botby gård 17 minuter. 

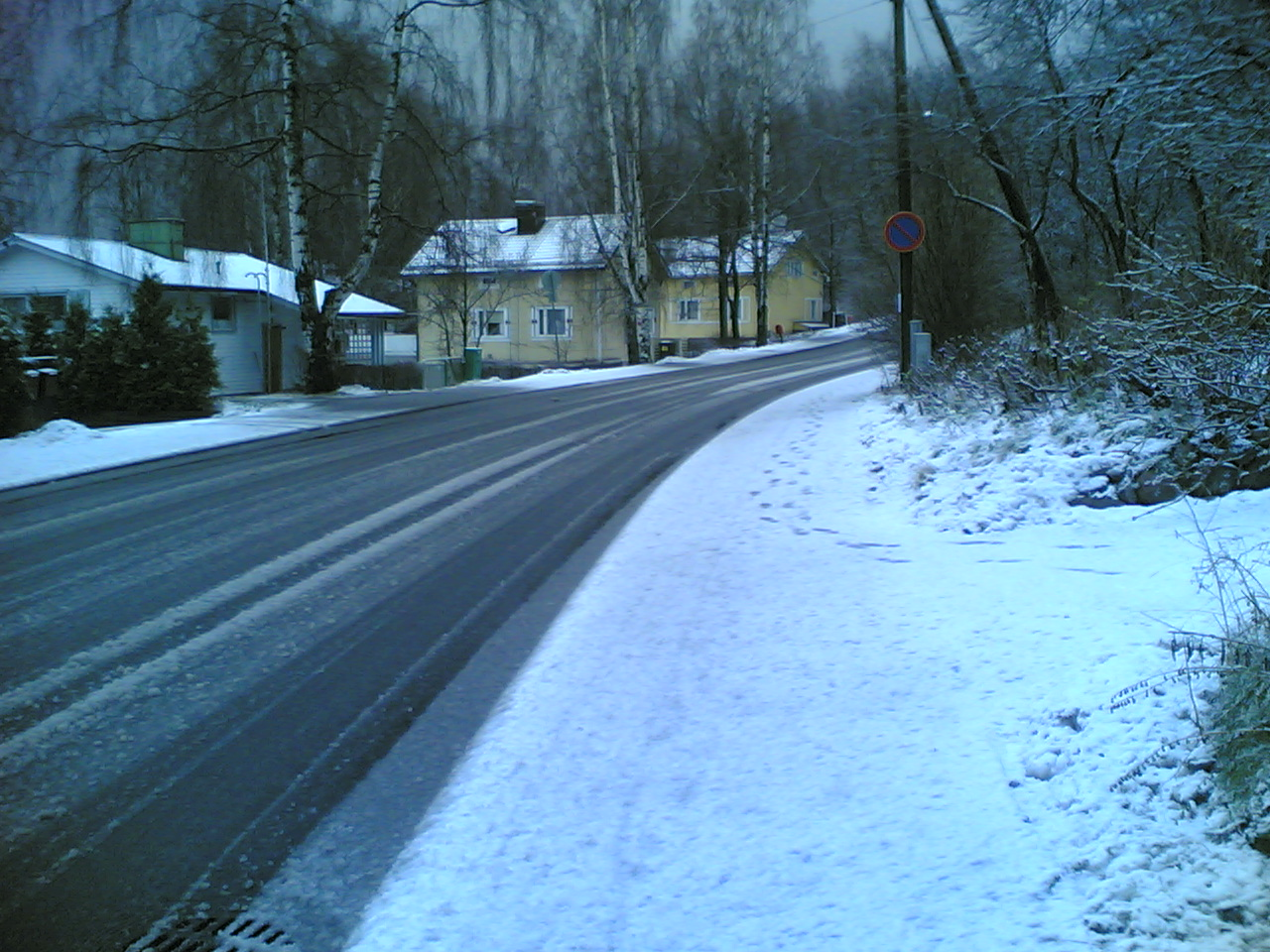
Vikingavägen i Botbyåsen